# 330P/Catalina
330P/Catalina, komet Jupiterove obitelji